# Трайче Кацаров
Трайче Кацаров (мак. Трајче Кацаров, 14 вересня 1959, м. Штіп, Північна Македонія) — македонський поет, прозаїк, драматург, есеїст, актор, режисер, театрознавець.

## Життєпис
Трайче Кацаров народився 14 вересня 1959 року в македонському місті Штіп.

За фахом — юрист, актор і театрознавець. Навчався в Національній академії театрального і кіномистецтва в Софії (Болгарія). Здобув кваліфікацію культуролога в Інституті македонської літератури при Університеті св. Кирила і Мефодія в Скоп'є. 
Трайче Кацаров — універсальна синтетична особистість, яка здобула освіту юриста, актора і культуролога та успішно реалізується як поет, прозаїк, драматург, есеїст, актор, режисер та театрознавець. Автор кількох збірок поезій, прози та п'єс, лауреат літературних премій ім. Г. Прлічева та ім. Й. Котескі. 
Головний редактор мистецького журналу «СУМ», засновник часопису «Тренд театр», директор Штіпського національного театру.
Драматичні твори Т. Кацарова ставилися в театрах Македонії, Болгарії, Хорватії, України.
Київський театр-студія «МІСТ» здійснив постановку вистави Vale et me ama (Прощавай та люби мене) за п'єсою Кацарова «Лавка» (переклад з македонської Анни Багряної, режисер-постановник Олександр Мірошниченко). Прем'єра відбулася 8 вересня 2012 р. — у День Незалежності Македонії — у приміщенні Культурного центру видавництва «Смолоскип». Вистава була поставлена в рамках міжнародного україно-македонського театрального проєкту, який складається з перекладу і постановок новітньої драматургії двох країн.

## Творчість
Автор поетичних книг «Під пахвами в будильника» (1986), «Чи стежите за Хорхе» (1991), «Дискретний шарм Кус де Ру» (1993), «Реґтайм пана Налче» (1997), «Емігрант Цвік» (2003), «Поезія» (вибране, 2004), «Вільнодумці» (2006), «Форма мовчання» (2011), «АКО» (поема, 2011), збірок оповідань «Щоденник Гомера» (1999), «Павільйон для акторів» (2003), роману «Татко й отець» (2008), збірок п'єс «Якби не було дощу» (1993), «Звивання змій» (1996), «Ніч, у яку світлячок не повинен згаснути» (1999), «Гарт» (2003), «Суліндарі» (п'єса для дітей, 1995), «Еті рятує Теру» (п'єса для дітей, 1997), «Інше є менш важливим» (2001), збірок театрознавчих статей та есеїв «Час у театрі» (1997), «Час миті» (2001), «Білий слон» (2003), «Календар років, які минули» (2011), «Спільність облич» (2012) та ін.
Твори перекладені англійською, албанською, болгарською, російською, сербською, словенською, турецькою, українською, хорватською мовами.
Переклади багатьох творів Трайче Кацарова українською мовою зробила Анна Багряна.

## Вибрані твори
- Кацаров Т. [Вірші] / Трайче Кацаров ; пер. з македон. Анни Багряної // Дзвін. — 2015. — № 12. — С. 180.
- Кацаров Т. Лавка : п'єса / Трайче Кацаров ; пер. з македон. Анни Багряної // Курбасівські читання : наук. вісник. — 2013. — № 8 : Актуальне мистецтво. — Київ : НЦТМ ім. Л. Курбаса, 2013. — С. 243—276.
- Кацаров Т. Цурки-палки : п'єси / Трайче Кацаров ; пер. з македон. Анни Багряної. — Луцьк : ПВД «Твердиня», 2017. — 168 с. — (Серія «ЛітТЕАТР ХХІ»).
- Кацаров Т. Не паркуйся перед гаражем! : короткий роман для дітей / Трайче Кацаров ; пер. з македон. Анни Багряної ; худ. Оксана Черняєва. — Луцьк : ПВД «Твердиня», 2021. — 88 с.